# City of Bad Men
City of Bad Men is een Amerikaanse western uit 1953 onder regie van Harmon Jones. De film, opgenomen in Cinemascope, werd destijds in Nederland uitgebracht onder de titel Knockout in kruitdamp.

## Verhaal
Het jaar is 1897. Brett Stanton keert, na jarenlang te hebben doorgebracht in Mexico, samen met zijn handlangers terug naar zijn geboortestad Carson City, alwaar hij van plan is om de plaatselijke bank te beroven. Na aankomst ontdekt hij echter dat zijn ooit zo rustige dorp is getransformeerd in een chaotische, drukke stad. Aanleiding hiervoor is een aankomende wedstrijd tussen de beroemde boksers James J. Corbett en Bob Fitzsimmons. Hij komt weer in contact met zijn ex-liefje Linda Culligan, wie hij zes jaar eerder abrupt in de steek liet. Zij is nog steeds woedend op Brett en is momenteel de verloofde van Jim London, de promotor van het boksevenement. 
Brett valt ook op bij Cynthia Castle, de zus van London, die haar uiterste best doet om hem te verleiden. Brett heeft echter enkel oog voor Linda, en het is evident dat zij ook gevoelens voor hem koestert. Ondertussen beramen Brett en zijn handlangers een list om slag te slaan uit de bokswedstrijd, maar dit gebeurt niet zonder consequenties. 

## Rolverdeling
| Acteur              | Personage            |
| ------------------- | -------------------- |
| Jeanne Crain        | Linda Culligan       |
| Dale Robertson      | Brett Stanton        |
| Richard Boone       | Johnny Ringo         |
| Lloyd Bridges       | Gar Stanton          |
| Carole Mathews      | Cynthia Castle       |
| Carl Betz           | Sheriff Phil Ryan    |
| Whitfield Connor    | Jim London           |
| Hugh Sanders        | Sheriff Bill Gifford |
| Rodolfo Acosta      | Mendoza              |
| Pascual García Peña | Pig                  |

## Achtergrond
De film werd van midden november tot midden december 1952 opgenomen. Recensent van Het Vrije Volk noemde "het verhaal zowel als het spel in deze western [..] goed. [..] Een spannende film van een spannend verhaal." Recensent van De Waarheid beschreef de film als een "helden-gaan-nooit-dood-film waarbij alle registers van het Hollywoodse knokfilm-genre worden bespeeld."